# Paznaun
Das Paznaun – oder Paznauntal – (rätoromanisch Pozignunⓘ) ist eine Talung im äußersten Westen von Nordtirol, Österreich, und umfasst das Tal der Trisanna und deren Nebentäler.

## Geografie
Das Paznaun liegt im Westen Tirols. Es beginnt in Pians nach Landeck, am Zusammenfluss der Trisanna mit der Rosanna zur Sanna, und ist ein Seitental des Stanzer Tals. Das Tal erstreckt sich in südwestlicher Richtung mit einer Länge von knapp 40 km bis an die Bielerhöhe, wobei der letzte, unbewohnte Talabschnitt das Kleinvermunt genannt wird. Dort grenzt es an das Bundesland Vorarlberg und im Süden an die Schweiz.
Das V-förmige Hochtal wird im Norden von der Verwallgruppe und im Süden von der Samnaungruppe und der Silvretta umgeben. Der höchste Berg ist mit 3399 m ü. A. das Fluchthorn. Die Sonnenhänge sind mit Einzelhöfen und Rotten relativ dicht besiedelt, während auf der Schattseite der Wald meist bis zum Talboden reicht.

### Orte im Paznaun

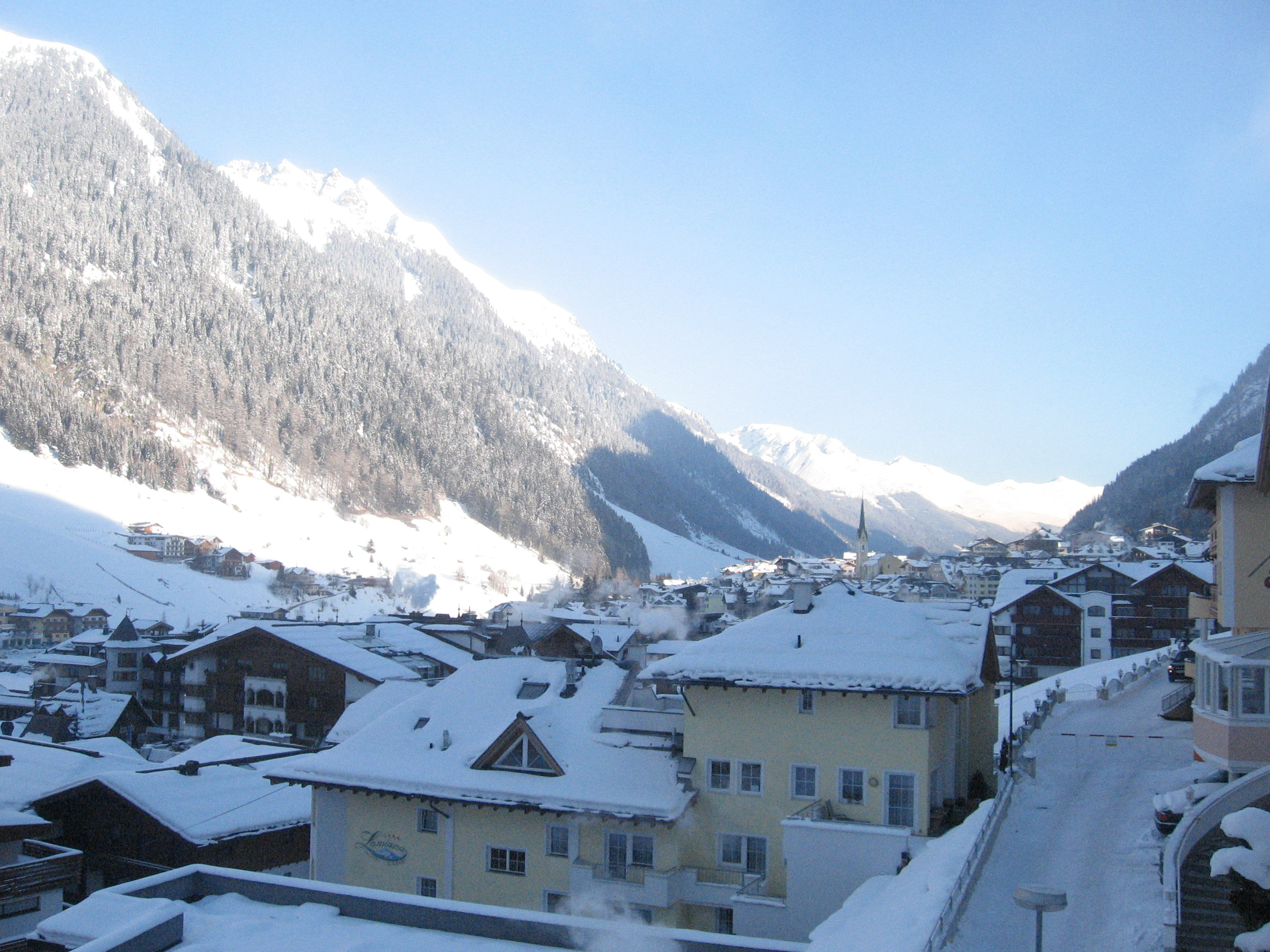
Ischgl

Die Talung umfasst taleinwärts folgende größere Orte:
- See
- Langesthei (Gemeinde Kappl)
- Kappl
- Ischgl
- Mathon (Gemeinde Ischgl)
- Galtür

### Nachbarregionen
umgebende Gebirgsgruppen sind kursiv gesetzt
| Klostertal (Vorarlberg) Westverwall                  | Arlberg · Stanzertal/St. Anton am Arlberg Ostverwall | Landecker Becken/Tirol West                                    |
| Montafon (Vorarlberg) · Nordsilvretta                | Kompassrose, die auf Nachbargemeinden zeigt          | Samnaungruppe · Sonnenterrasse Oberes Gericht/Tiroler Oberland |
| Mittelsilvretta Prättigau (Ktn. Graubünden, Schweiz) | Ostsilvretta Unterengadin (Ktn. Graubünden, Schweiz) |                                                                |

## Klima
Das Paznaun weist ein typisches Klima zentralalpiner Hochtäler auf, das aufgrund der Höhenlage rau, aber sonnenscheinreich ist und geringere Niederschläge als die nord- oder südalpinen Staulagen aufweist. Nur in Ausnahmefällen, wie bei der Lawinenkatastrophe im Februar 1999, können Starkschneefälle die natürlichen Barrieren von Verwall und Silvretta überwinden.
|                        | Jan  | Feb  | Mär  | Apr  | Mai  | Jun   | Jul   | Aug   | Sep   | Okt  | Nov  | Dez  |   |         |
| Mittl. Temperatur (°C) | −5,5 | −5,3 | −2,1 | 1,0  | 6,4  | 9,3   | 11,7  | 11,4  | 7,9   | 3,9  | −1,9 | −4,5 | ⌀ | 2,7     |
| Mittl. Tagesmax. (°C)  | −0,3 | 0,6  | 3,6  | 6,3  | 12,3 | 15,2  | 17,8  | 17,6  | 14,6  | 10,5 | 3,3  | 0,3  | ⌀ | 8,5     |
| Mittl. Tagesmin. (°C)  | −9,5 | −9,6 | −6,2 | −3,1 | 1,4  | 4,1   | 6,3   | 6,4   | 3,3   | −0,3 | −5,7 | −8,3 | ⌀ | −1,7    |
|                        |      |      |      |      |      |       |       |       |       |      |      |      |   |         |
| Niederschlag (mm)      | 78,9 | 62,9 | 74,4 | 65,4 | 87,6 | 134,9 | 156,2 | 142,7 | 100,0 | 67,1 | 80,2 | 77,2 | Σ | 1.127,5 |

| −9,5 |

| −9,6 |

| −6,2 |

| −3,1 |

| 1,4 |

| 4,1 |

| 6,3 |

| 6,4 |

| 3,3 |

| −0,3 |

| −5,7 |

| −8,3 |

| −9,5 |

| −9,6 |

| −6,2 |

| −3,1 |

| 1,4 |

| 4,1 |

| 6,3 |

| 6,4 |

| 3,3 |

| −0,3 |

| −5,7 |

| −8,3 |

| N i e d e r s c h l a g | 78,9 | 62,9 | 74,4 | 65,4 | 87,6 | 134,9 | 156,2 | 142,7 | 100,0 | 67,1 | 80,2 | 77,2 |
|                         | Jan  | Feb  | Mär  | Apr  | Mai  | Jun   | Jul   | Aug   | Sep   | Okt  | Nov  | Dez  |

## Naturkatastrophen

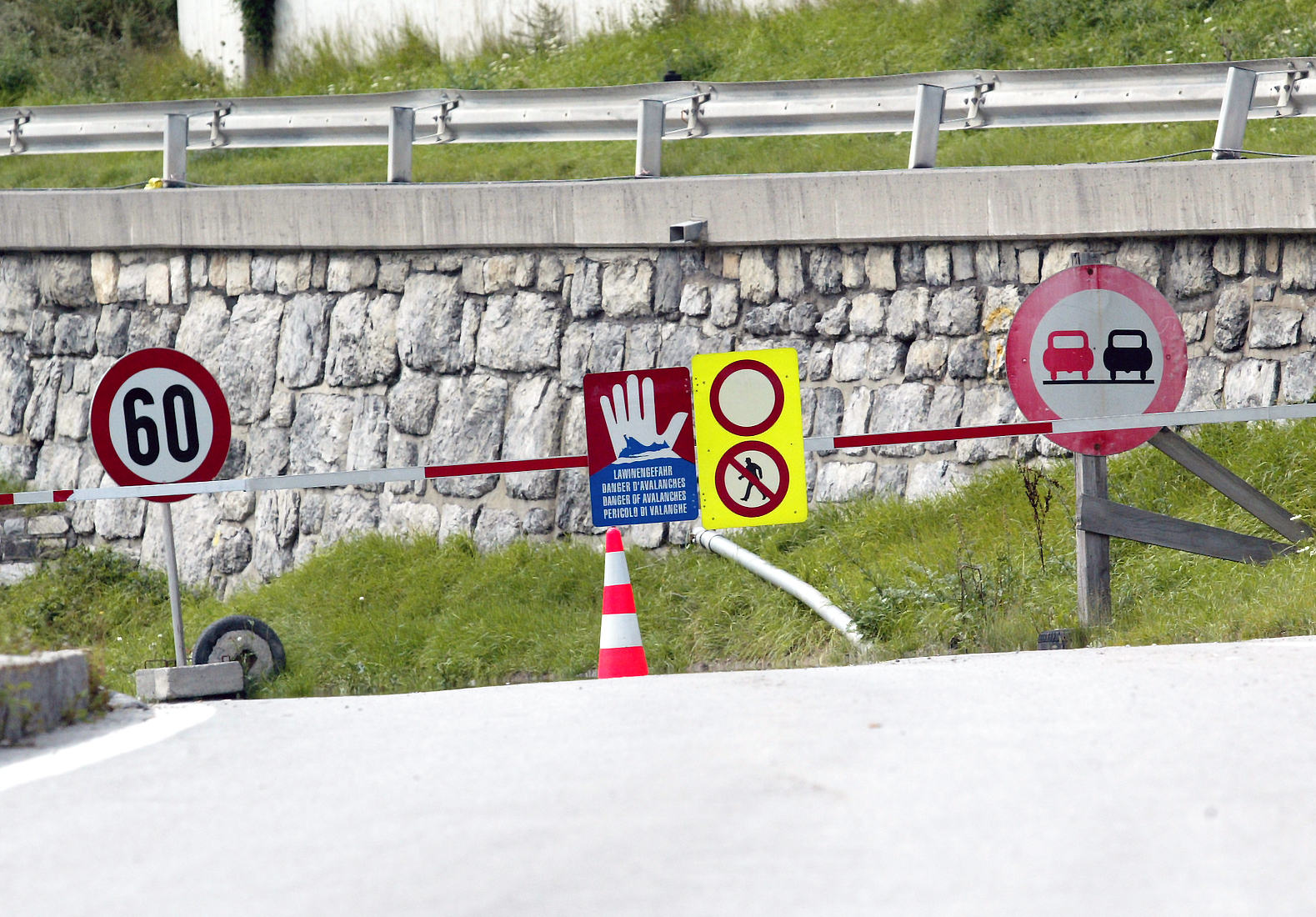
Gesperrte Zufahrt ins Paznaun aufgrund des Hochwassers 2005

Aufgrund der steilen Hänge und einmündenden Gräben ist das Paznaun regelmäßig von Naturgefahren, insbesondere Lawinen- und Murenabgängen, bedroht. In Ischgl sorgte die Madleinlawine häufig für Zerstörungen. Starke Schneefälle führten im Februar 1999 zur Lawinenkatastrophe von Galtür, bei der in Galtür und Valzur 38 Menschen ums Leben kamen.
Durch das Alpenhochwasser 2005 war das Paznaun vom 23. August bis zum Abend des 26. August 2005 vom Rest Tirols abgeschnitten und nur via Vorarlberg über die Silvrettamautstraße zu erreichen. Aufgrund eines Felssturzes bei der Gfällbrücke bei Tobadill wurde in kürzester Zeit eine Ausweichroute (Tunnel) gebaut und somit die Zufahrt ins Paznaun gesichert. Im Juni 2015 führten Murenabgänge nach einem Unwetter zu schweren Schäden im Paznaun, insbesondere in See.

## Name
Wie auch bei den anderen Talungen der Gegend sagt man im Allgemeinen nur ‚Paznaun‘ zum Tal, die Bezeichnung ‚Paznauntal‘, die sich etwa in der Österreichischen Karte findet, ist selten, und dient allenfalls zur Abgrenzung zum kleinen Weiler Paznaun oder der Bezeichnung der Talung der Trisanna als solche in Abgrenzung zu den Nebentälern.
Das Ausgangswort war romanisch pecie nove (‚neue Felder‘).

## Geschichte

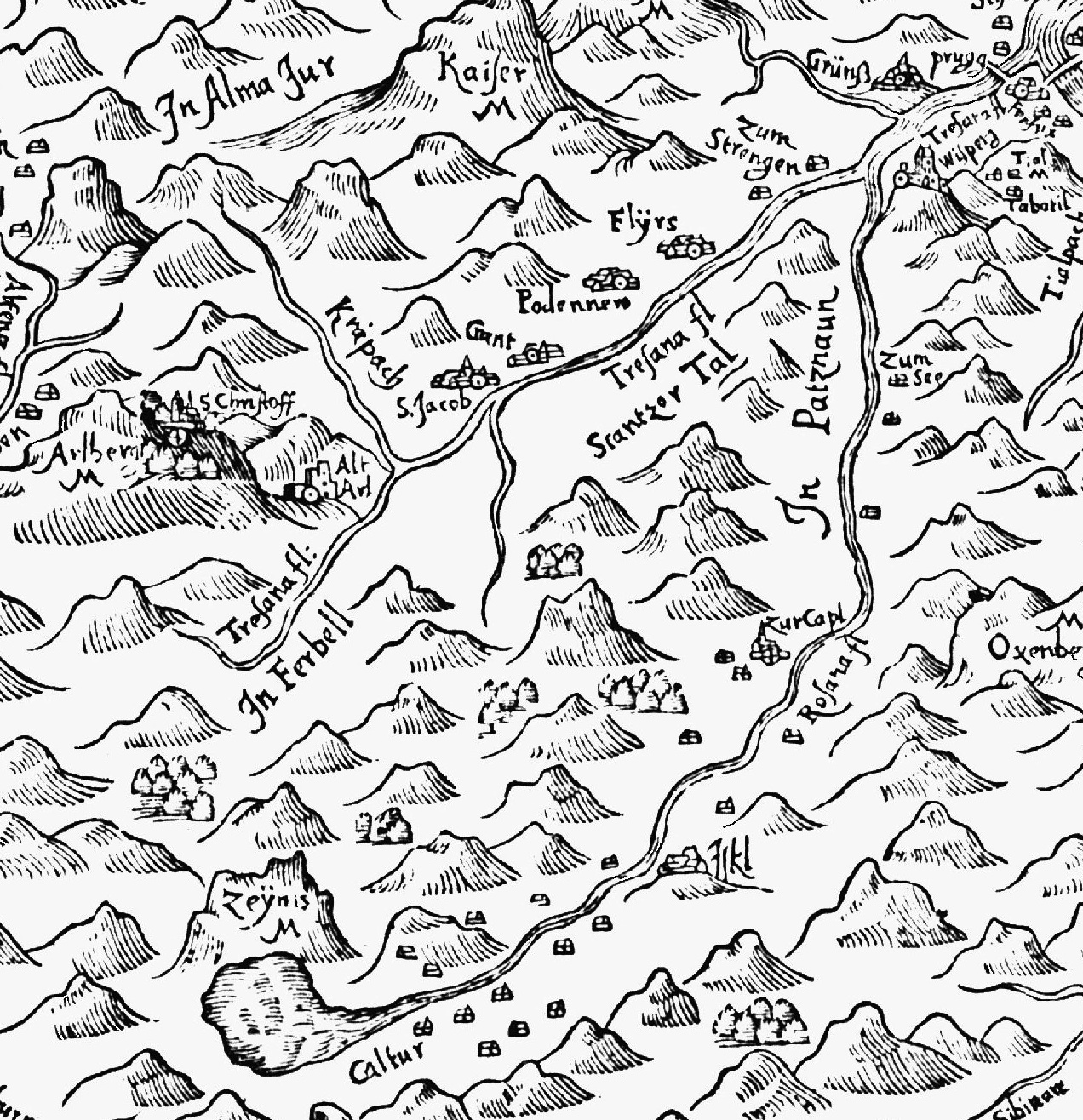
Arlberg, Stanzer Tal und Paznaun, Detail aus Warmund Ygls Tirolis Comitatus … Nova Tabula von 1605 (Die Namen Rosanna und Trisanna sind gegenüber dem heutigen Gebrauch vertauscht)

Das obere Paznaun (Ischgl und Galtür) wurde vermutlich im 9. Jahrhundert durch Rätoromanen vom Engadin aus über den Fimber- und Futschölpass besiedelt, wobei das Gebiet zunächst wohl nur als Weidegebiet genutzt wurde; so sind die Hochalmen Ida und Rafinalp im Filbertal (Ischgl) schon im späten 11. Jahrhundert ausdrücklich bezeugt. Galtür wurde um 1300 von Walsern neu besiedelt. Das obere Paznaun gehörte auch lange Zeit zur Grafschaft Unterengadin und Vinschgau im Herzogtum Churrätien und zum Gericht Nauders. Auch kirchlich gehörten Ischgl und Galtür bis ins 16. Jahrhundert zum Engadin (Pfarren Sins und Steinsberg). Die Besiedlung des unteren Paznaun (Kappl und See) erfolgte hingegen von Serfaus und Fiss aus. Diese Orte gehörten zur Grafschaft Oberinntal im Herzogtum Bayern und später zum Gericht Landeck. Seit 1849 gehört das gesamte Paznaun zum Gericht Landeck und dementsprechend seit Schaffung der politischen Bezirke 1868 zum Bezirk Landeck.
Der Name des Tals wird erstmals um 1275 als Baschenowe erwähnt. In späteren Dokumenten heißt es Paczenowe (1290), Patzenune (1315), Patznaun (1319) oder Pazenun (1360). Seit etwa 1400 wird es Patznaun genannt. In einer Urkunde von 1383 zur Weihe der Kirche von Galtür wird das vallis que Cultura nuncupatur („Tal das Cultura [= Galtür] genannt wird“) als annexa valli que dicitur Pazenowe („an das Tal angeschlossen, das Paznaun genannt wird“) bezeichnet, was nahelegt, dass der Name Paznaun ursprünglich nicht auf den hinteren Teil um Galtür bezogen wurde. Der Weiler Paznaun in der Gemeinde Ischgl stellt möglicherweise eine der ältesten Siedlungen des Tals dar und gab ihm den Namen.
Der Name des Talflusses wechselt in den historischen Aufzeichnungen zwischen Rosanna und Trisanna, erst seit dem Atlas Tyrolensis (1774) wird einheitlich Trisanna für den Fluss des Paznaun und Rosanna für den des Stanzer Tals verwendet.
Aufgrund der Ausbreitung des Virus SARS-CoV-2 in Österreich wurde das Paznaun am 13. März 2020 unter Quarantäne gestellt, da es insbesondere in Ischgl viele Infizierte, insbesondere Skiurlauber, gab.

## Kultur und Sehenswürdigkeiten
Im Paznaun existieren in den einzelnen Weilern über 60 Kapellen, siehe Liste der Kapellen im Paznaun.

## Wirtschaft und Infrastruktur

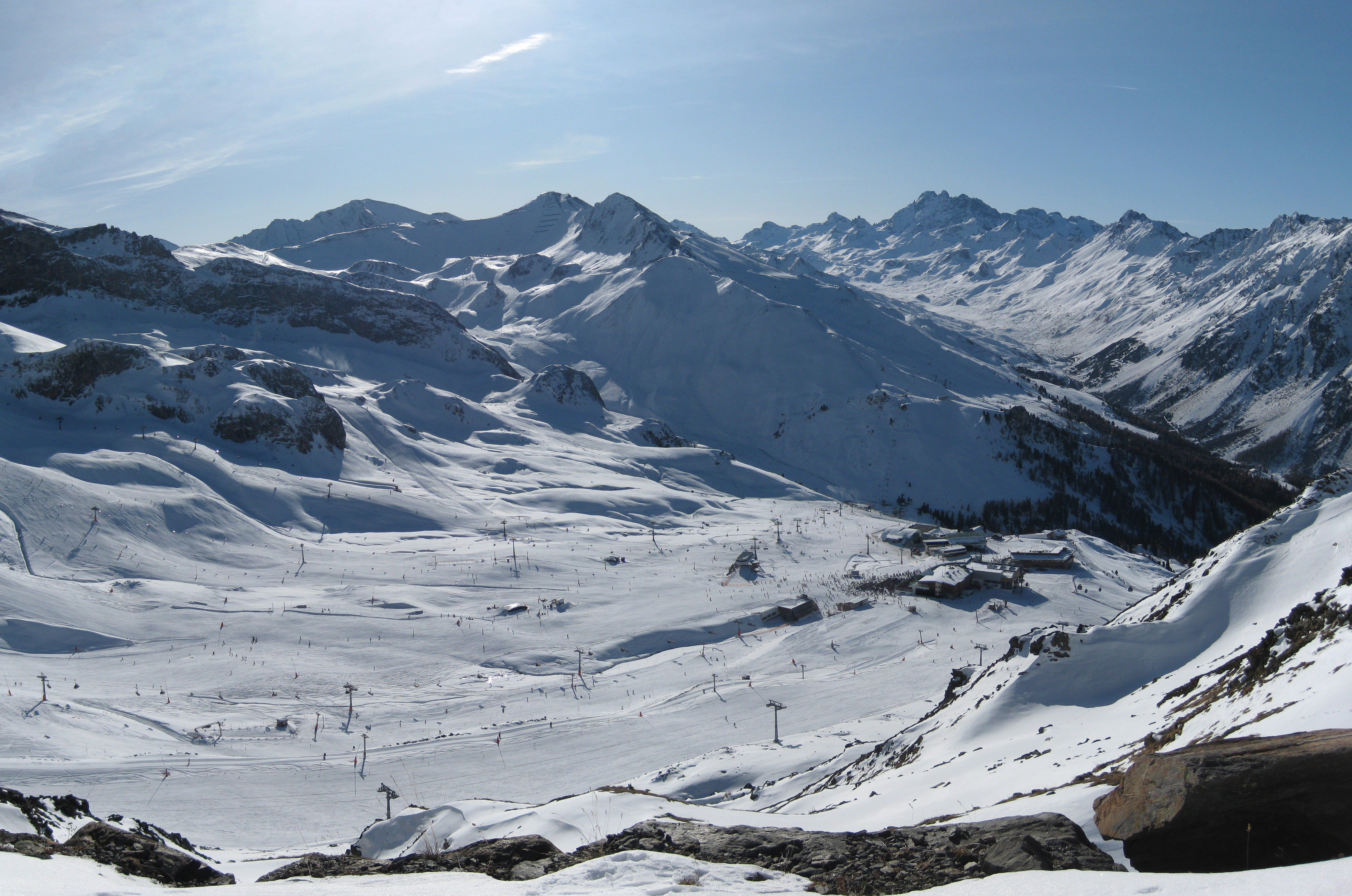
Silvretta Arena

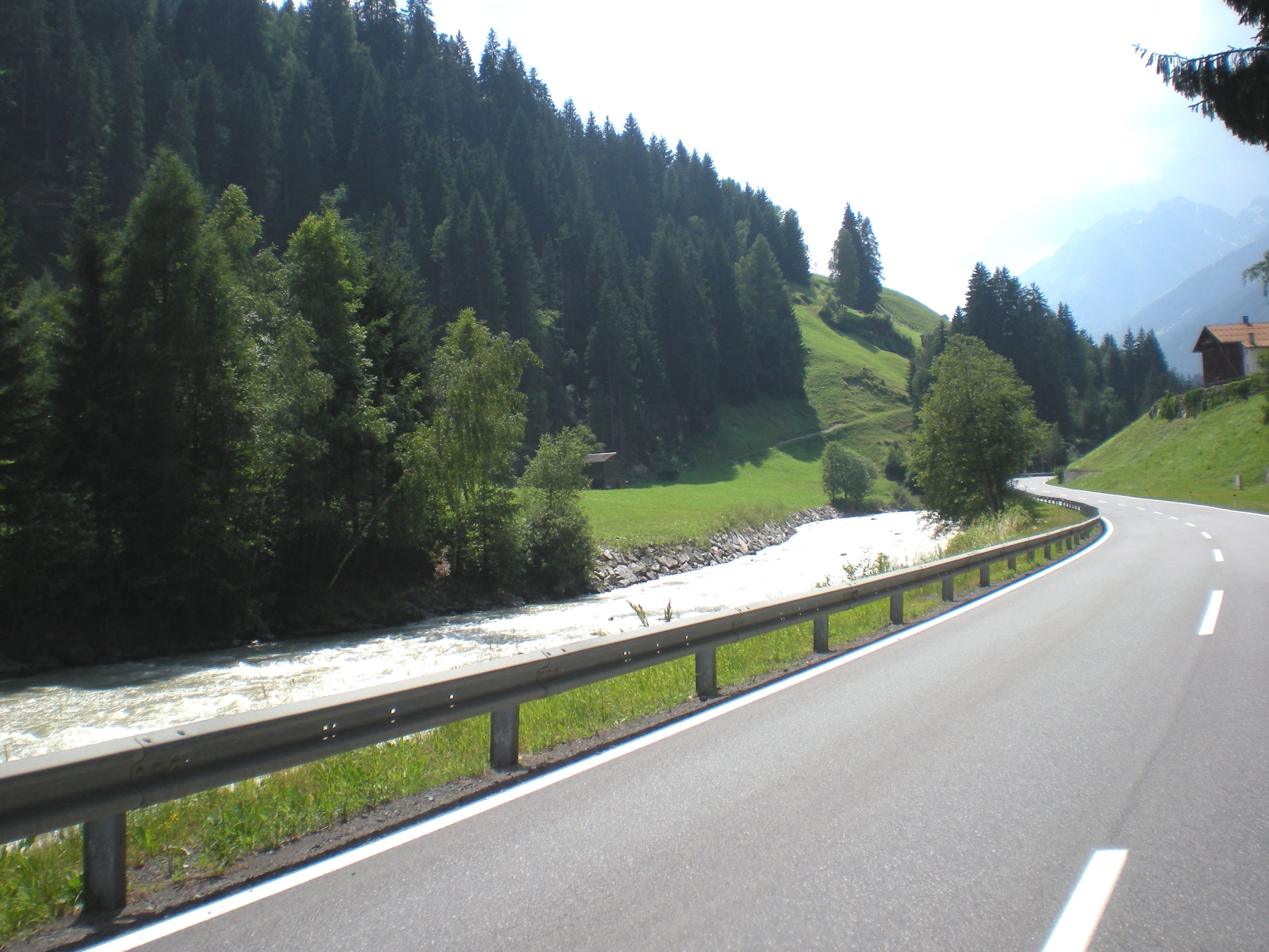
Silvrettastraße und Trisanna

Die kleinteilige Landwirtschaft spielt eine untergeordnete Rolle, insbesondere aus dem vorderen Paznaun pendeln auch zahlreiche Bewohner aus.

### Tourismus
Der Haupterwerb der Bewohner ist der Tourismus, der das Landschaftsbild in den letzten Jahrzehnten durch eine rege Bautätigkeit radikal veränderte. Aus einer bergbäuerlich geprägten Talschaft wurde vor allem Ischgl ein Zentrum des internationalen Massentourismus. Die Zahl der Nächtigungen im Winter nahm von 320.893 im Jahr 1971 auf 2.167.595 im Jahr 2013 zu. Im Sommer wurden 2013 387.170 Übernachtungen (1971: 322.371) gezählt.
Das Skigebiet heißt heute Silvretta Arena, grenzübergreifend mit dem schweizerischen Samnaun. Außerdem gibt es das Skigebiet Kappl, das Skigebiet See und am Talschluss das Skigebiet Galtür am Zeinisjoch, das ins Vorarlberger Montafon hinüberreicht. Ein Zentrum für Sommer- wie Wintertourismus ist auch die Bielerhöhe mit der Schifffahrt am Silvrettasee.

### Verkehr
Die Paznauntalstraße (B 188, ehem. Silvrettastraße) führt durch das ganze Tal, der im Winter nicht befahrbare Abschnitt der Silvretta-Hochalpenstraße (Privatstraße) verbindet das Paznaun mit dem Montafon in Vorarlberg. Ab Wirl (Ortsteil von Galtür) bis Silvretta ist die Silvretta-Hochalpenstraße mautpflichtig. Von Wirl führt auch die Straße auf das Zeinisjoch.
An der Bielerhöhe, dem höchsten Punkt der Silvretta-Hochalpenstraße, befindet sich der Silvretta-Stausee.

## Politik
Die vier Gemeinden sind in mehreren Gemeindeverbänden verbunden:
- Der Gemeindeverband Paznaun wurde gegründet, um die Einnahmen aus dem Talschilling zu verteilen, den die illwerke vkw AG für die Nutzung Paznauner Wasserrechte bezahlt.
- Der 2006 entstandene Gemeindeverband Regio Paznaun hat die Gestaltung und Finanzierung des öffentlichen Personennahverkehrs im Paznaun zur Aufgabe.
- Der Planungsverband Paznauntal ist einer der 37 Planungsverbände Tirols (Nr. 7, LGBl. Nr. 87/2005).

Als Tourismusregion nennt sich das Tal Paznaun–Ischgl.